# Cryphioxena
Cryphioxena is een geslacht van vlinders van de familie grasmineermotten (Elachistidae).

## Soorten
- C. haplomorpha Meyrick, 1921